# Wapen van Driebergen

Het wapen van Driebergen

Het wapen van Driebergen werd op 10 juni 1818 per Koninklijk Besluit aan de Utrechtse gemeente Driebergen toegekend. Het wapen bleef tot 1 mei 1931 in gebruik, op die datum zijn Driebergen en Rijsenburg samengegaan.

## Blazoenering
De blazoenering van het wapen luidde als volgt:
Gevierendeeld; het eerste en vierde van goud met een klimmenden rooden leeuw van keel, het tweede en derde zwart, beladen met eene zilveren lelie.
Het wapen bestaat uit vier kwartieren. Het eerste en vierde zijn gelijk, zij zijn van goud met daarop een rode leeuw. Ook het tweede en derde zijn gelijk, deze twee kwartieren zijn zwart van kleur met daarop een zilveren Franse lelie.

## Geschiedenis
Het oudste bekende wapen van Driebergen is gelijk aan dat van Willem van Gaesbeek, heer van Abcoude en Duurstede. Willem van Gaesbeek voerde een wapen dat gevierendeeld was met in twee kwartieren het familiewapen: zwart beladen met een zilveren leeuw getongd en genageld van goud en in de andere kwartieren rood beladen met drie zilveren zuilen. De familie zelf voerde alleen de zilveren leeuw. 

## Overeenkomstige wapens
Het wapen van Driebergen is op historische gronden te vergelijken met de volgende wapens:

Het wapen van Driebergen-Rijsenburg
Het wapen van Utrechtse Heuvelrug

Abcoude
· Abcoude-Baambrugge
· Abcoude-Proostdij
· Achttienhoven
· Amerongen
· Benschop
· Breukelen
· Breukelen-Nijenrode
· Breukelen-Sint Pieters
· Bunnik
· Cothen
· Darthuizen
· De Vuursche
· Doorn
· Driebergen
· Driebergen-Rijsenburg
· Everdingen
· Haarzuilens
· Hagestein
· Harmelen
· Hoenkoop
· Hoogland
· Houten
· Indijk
· Jaarsveld
· Jutphaas
· Kamerik
· Kockengen
· Langbroek
· Leersum
· Linschoten
· Loenen
· Loenersloot
· Loosdrecht
· Maarn
· Maarssen
· Maarsseveen
· Maartensdijk
· Mijdrecht
· Nigtevecht
· Noord-Polsbroek
· Odijk
· Oudenrijn
· Polsbroek
· Rijsenburg
· Ruwiel
· Schalkwijk
· Snelrewaard
· Sterkenburg
· Stoutenburg
· Tienhoven
· Vianen 
· Vinkeveen
· Vinkeveen en Waverveen
· Vleuten
· Vleuten-De Meern
· Vreeland
· Vreeswijk
· Waarder
· Waverveen
· Werkhoven
· Westbroek
· Willeskop
· Willige Langerak
· Wilnis
· Zegveld
· Zuilen
· Zuid-Polsbroek